# Милър (окръг, Джорджия)
Вижте пояснителната страница за други значения на Милър.
Окръг Милър (на английски: Miller County) е окръг в щата Джорджия, Съединени американски щати. Площта му е 736 km², а населението - 6163 души. Административен център е град Колкуит.